# أطباء لحقوق الإنسان (جمعية)

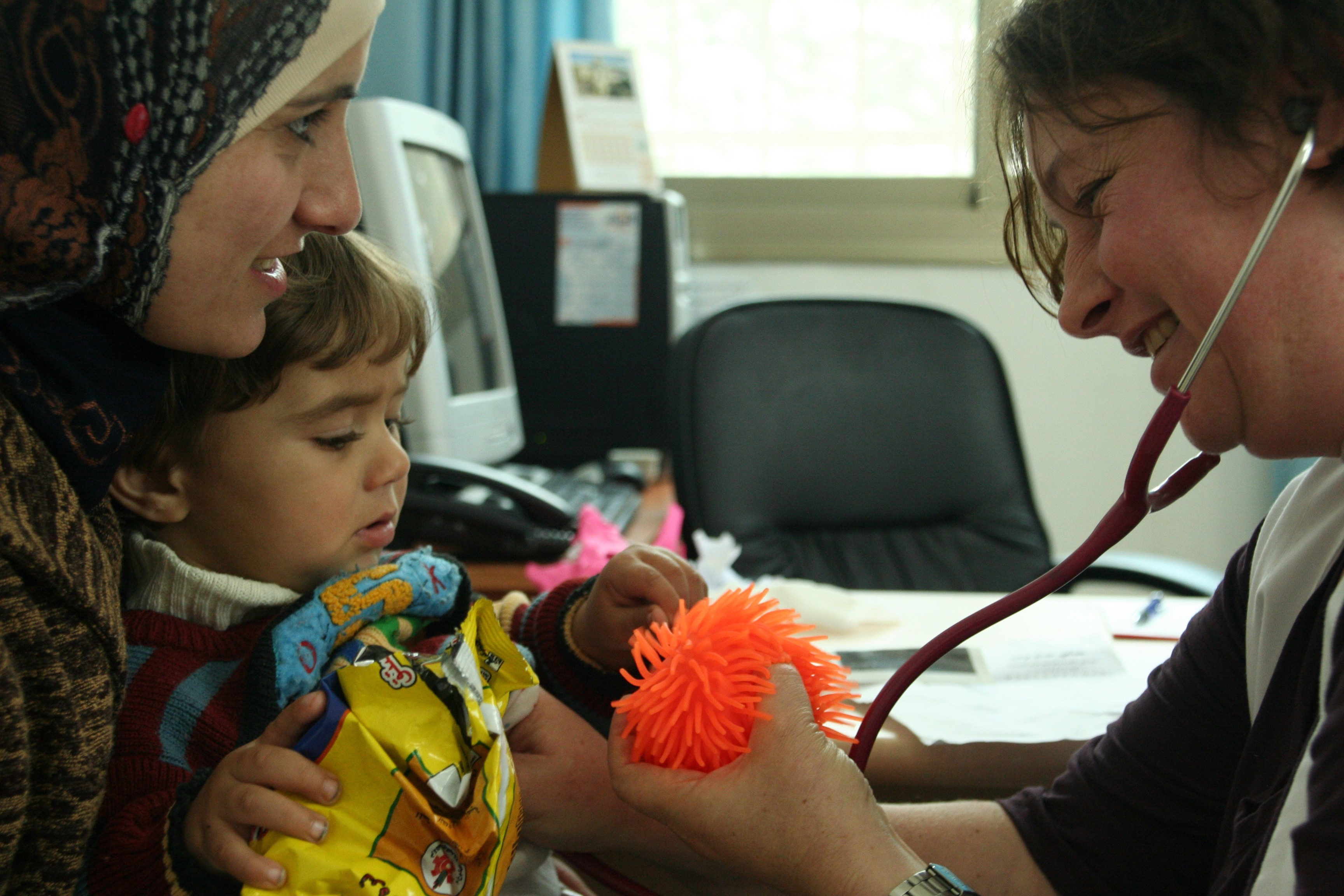
العيادة المتجولة في برقين، الضفة الغربية (2007)

جمعية أطباء لحقوق الإنسان هي جمعية حقوق إنسان تتخصص في الحقوق الصحية. أقامتها الطبيبة النفسية الإسرائيلية روحاما مارتون في العام 1988. تطمح الجمعية إلى تحقيق المساواة بين جميع سكان إسرائيل، وسكان فلسطين من الناحية الطبية: للفلسطينيين في الضفة الغربية وقطاع غزة، لسكان إسرائيل المؤمَّنين بالتأمين الصحي العام، للبدو في القرى غير المعترف فيها في النقب، للأسرى والسجناء، لمهاجري العمل، للأشخاص عديمي المكانة المدنية، ولطالبي اللجوء في إسرائيل.

## تأسيس الجمعية

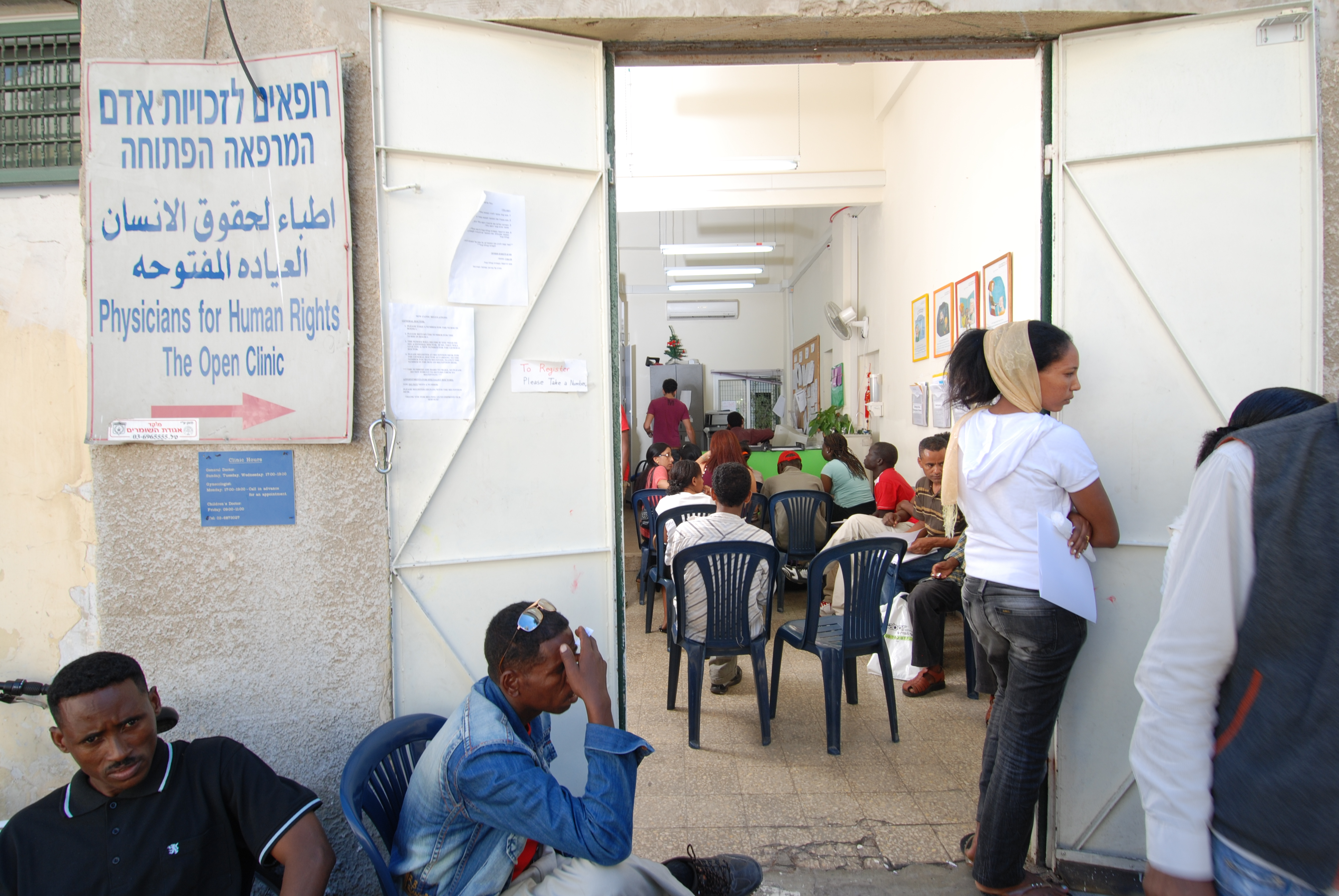
العيادة المفتوحة في يافا

يعود تأسيس الجمعية إلى اندلاع الانتفاضة الأولى في عام 1987، حسب ما روته الطبيبة النفسية روحاما مارتون: "في البداية كنت أريد أن أعرف ماذا يجري في غزة، من ناحية طبية وأحوال الناس هناك، ولم أكن أثق بما تقوله وسائل الإعلام الإسرائيلية، وتعرضه من أخبار ومعلومات، فقررت أنا وبعض الأصدقاء الأطباء بأن نزور المستشفيات في غزة، وخلال تلك الزيارة تحدثت مع المرضى والأطباء العاملين فيها لمدة يوم كامل. وبسبب تأثرت الطبيبة بالأحوال المأساوية هناك واقترحت على أصدقائها فكرة تقديم المعونة الطبية الإنسانية فوافقوا على اقتراحها. تذكر الطبيبة روحاما مارتون أن عدد الطاقم العامل في الجمعية في بداية تكونه بلغ المائة، لكن مع تقدم الأيام ارتفع عددهم حتى وصل إلى ألف متطوع، ونصفهم من الأطباء ذوي التخصصات المختلفة، إلى جانب الممرضات والمترجمين والصيادلة.

## حصول الجمعية على جائزة نوبل
قدمت المنظمة السويدية جائزة نوبل العالمية لجمعية «أطباء لحقوق الإنسان»، غير الحكومية، وذلك لجهودها في تحقيق المساواة بين الشعبين الإسرائيل والفلسطيني، من الناحية الطبية، ويقدر أن تبلغ قيمة جائزة نوبل 200 ألف يورو. تَعتبر مؤسسة الجمعية، الطبيبة مارتون، أن الحصول على الجائزة من شأنه أن يسهّل الجوانب السياسية في عمل الجمعية كونها جائزة مرموقة ومعترف بها عالميًّا. يرى طاقم الجمعية أن الاعتراف بأهمية عملهم ستمكّن الجمعية من توافد المزيد من المتطوعين وسيفتح إمكانيات أوسع من أجل دعم ومساعدة ضحايا الحرب، لأن الجائزة تساوي الكثير من الأموال.
تقدم الجمعية المساعدة الطبية للأسرى الفلسطينيين في السجون الإسرائيلية. وقد ساندتهم ووقفت إلى جانبهم برفضهم «قانون التغدية القسرية للأسرى»، وطالبت المستشار القضائي بسحب دعمه للاقتراح، وقدمت الجمعية رسالة للمستشار القضائي للحكومة الإسرائيلية، تعبر فيها عن اعتراضها القطعي لهذا القانون، وترتكز الرسالة بالأخص على أنه ممنوع بتاتًا أن تأتي الحلول السياسية عن طريق الإجبار وخرق القواعد الأخلاقية للأسرى.

## وصلات خارجية
- موقع الجمعية